# 関根雲停
関根 雲停（せきね うんてい、1804年（文化元年） - 1877年（明治10年）4月23日）は、幕末から明治にかけての博物画家。本名は栄吉。

## 生涯
雲停の生涯については、田中芳男が「博物雑誌」第一号に雲停翁小伝として記している。それによると、「関根雲亭通称を（栄吉）は、江戸四谷に生れ、幼い頃から体質が虚弱で絵を好み、大岡雲峰に弟子入りして絵を学び、花鳥図を得意とするようになる。大名旗本は争って雲停に絵を頼み、特に富山藩前田利保はその絵を賞賛した、描かれたものは花卉が多く、本草家（当時の植物学者）にも重用された、外国人に寄贈するために絵を描くこともあった。質素な身なりを気にせず、身分の高い人の前でも平然として動じず、一方で慎み深く倹約家で、少量の酒を嗜み、弟子を取らず、妻も娶ることもなかった。病に伏し、亡くなる数日前にも病状が軽くなった合間にも花鳥画を描きその生涯を閉じた」と紹介している。墓所は四谷の法蔵寺。

## 雲停の作品
服部雪斎、中島仰山らと共に活躍した雲停の作品は、対象となる動植物を博物画の使命である「真写」の枠を超える芸術的な表現力によって描かれている。
雲停の筆による本草書は、師雲峰との共作「草木錦葉集」や「草木奇品家雅見」などがある。その後、参勤交代で江戸に集まった大名（富山藩前田利保）や旗本（武蔵石壽、馬場大助）などによる博物学研究グループ「赭鞭会」の絵師として活躍した。
雲停の博物画は、「博物館獣譜」「博物館魚譜」「博物館禽譜」「博物館虫譜」などとして、田中芳男の監修によって東京国立博物館に収蔵されている。しかし、虫譜に見られるように原画が切り貼りされている。植物学者牧野富太郎は、イギリスのボタニカルアートの第一人者としてW.H.フィツチを賞賛しているが、雲停を「東洋のフィツチ」として敬意を払い、その植物画を蒐集し切り貼りされることなく高知県立牧野植物園に収蔵されている。

## 関連図書
- 「日本の博物図譜」 国立科学博物館
- 「アニマ」 （江戸の博物図鑑19）小林忠　株式会社平凡社
- 「江戸の動植物図」朝日新聞社

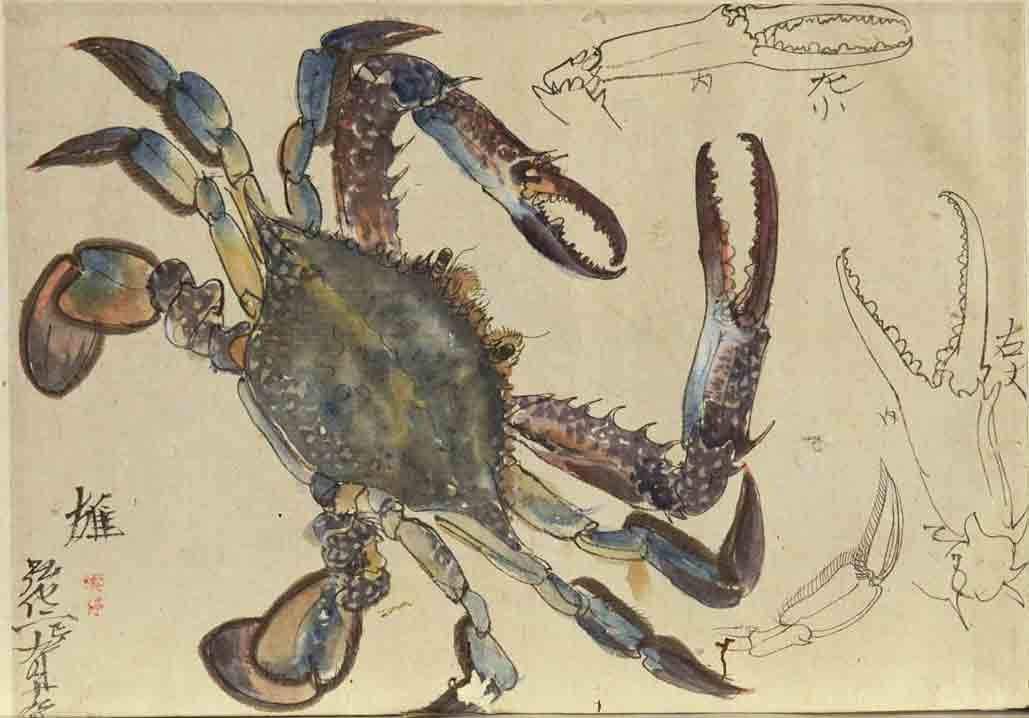
蟹『魚譜』
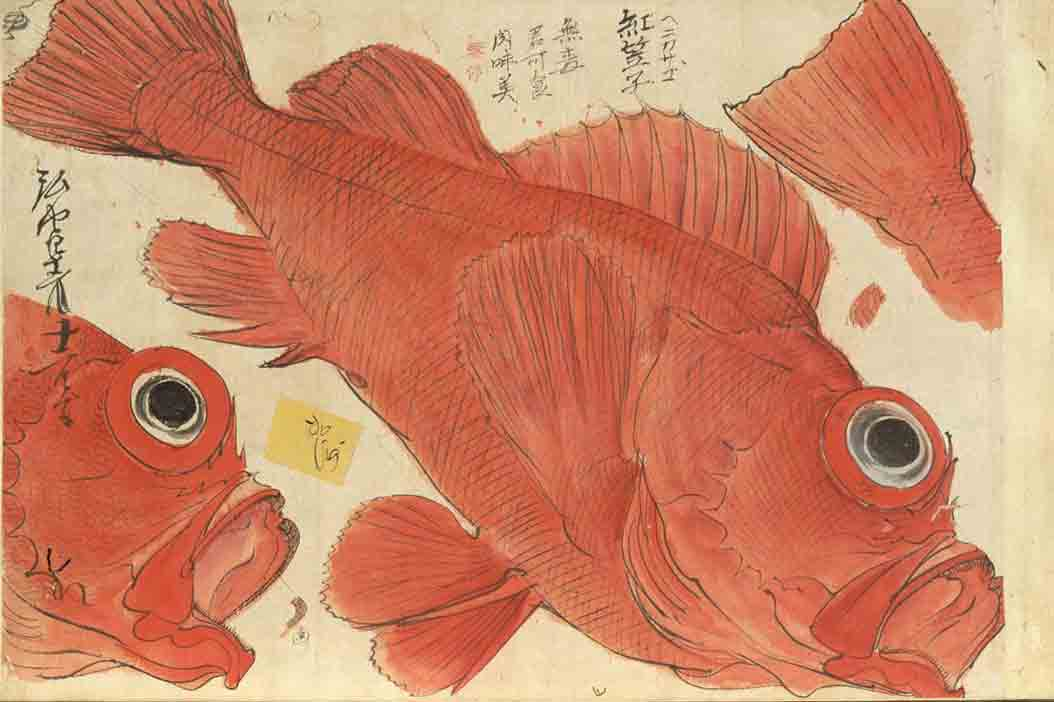
ベニカサゴ『魚譜』
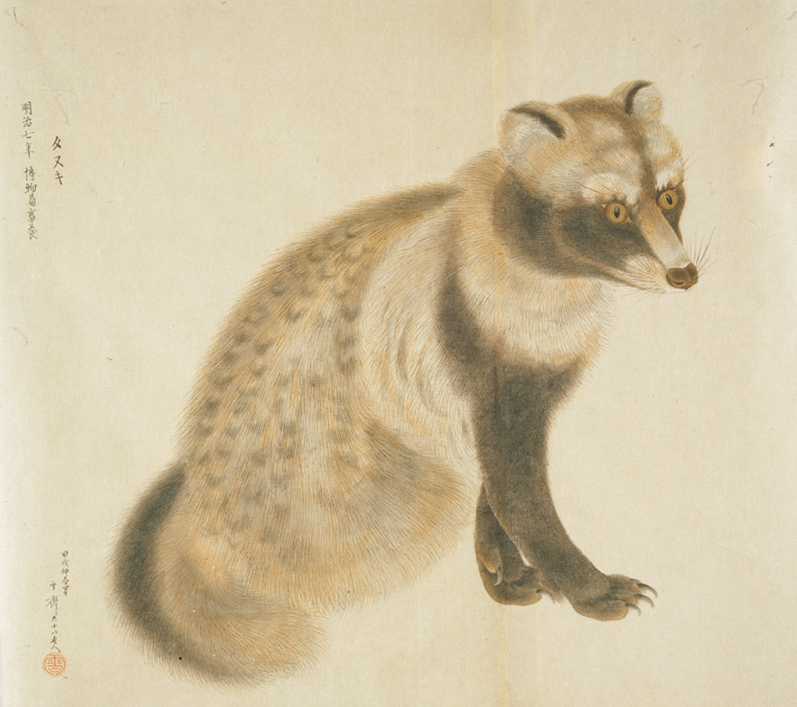
狸『博物館写生図』 中島仰山ほか・共作
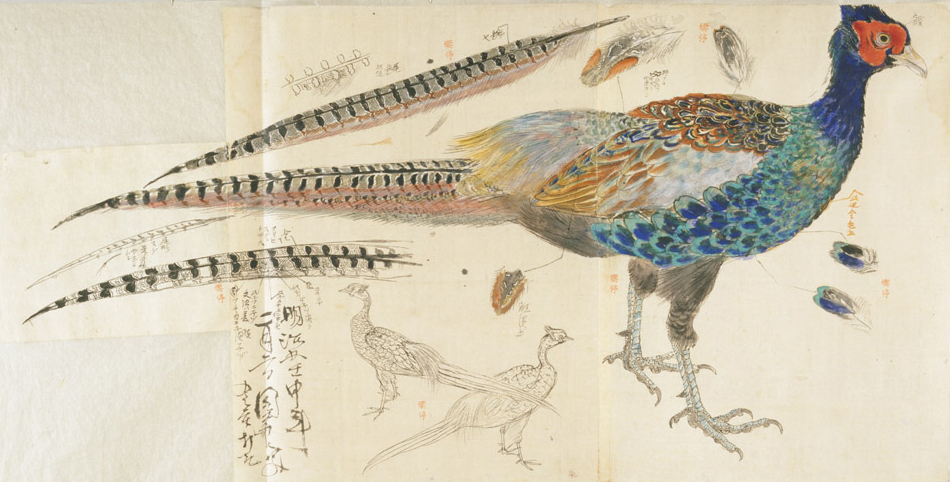
雉『博物館写生図』
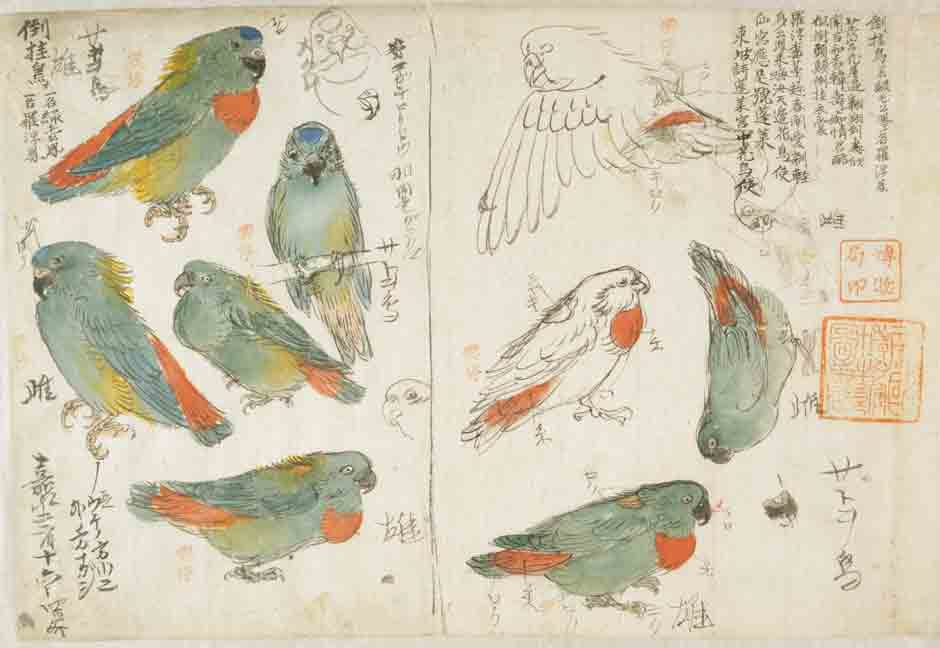
インコ『博物館写生図』